# Leichtathletik-Weltmeisterschaften 2001/Speerwurf der Frauen

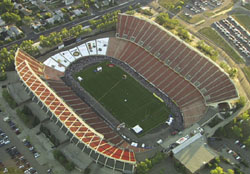
Das Commonwealth Stadium von Edmonton im Jahr 2005

Der Speerwurf der Frauen bei den Leichtathletik-Weltmeisterschaften 2001 wurde am 4. und 6. August 2001 im Commonwealth Stadium der kanadischen Stadt Edmonton ausgetragen.
In diesem Wettbewerb errangen die kubanischen Speerwerferinnen mit Gold und Bronze zwei Medaillen. Weltmeisterin wurde die Olympiadritte von 2000, Siegerin der Panamerikanischen Spiele 1999 und Weltrekordinhaberin Osleidys Menéndez. Sie gewann vor der griechischen Titelverteidigerin und Olympiazweiten von 2000 Mirela Tzelíli, frühere Mirela Manjani. Bronze ging an die Siegerin der Zentralamerika- und Karibikmeisterschaften von 1995 und 1998 Sonia Bisset.

## Rekorde

### Bestehende Rekorde
| Weltrekord               | 71,54 m | Osleidys Menéndez | Rethymno, Griechenland      | 1. Juli 2001    |
| Weltmeisterschaftsrekord | 67,09 m | Mirela Tzelíli    | WM 1999 in Sevilla, Spanien | 28. August 1999 |

### Rekordverbesserungen
Die kubanische Weltmeisterin Osleidys Menéndez verbesserte den bestehenden WM-Rekord im Finale am 6. August zwei Mal:
- 69,42 m – 2. Durchgang
- 69,53 m – 3. Durchgang

Außerdem gab es einen Landesrekord:
- 65,71 m – Nikola Tomečková (Tschechien), Qualifikationsgruppe A, 4. August

## Doping
In diesem Wettbewerb gab es einen Dopingfall.
Die in der Qualifikation ausgeschiedene Rumänin Ana Mirela Țermure wurde positiv auf das Steroid Norandrosteron getestet und disqualifiziert.

## Legende
Kurze Übersicht zur Bedeutung der Symbolik – so üblicherweise auch in sonstigen Veröffentlichungen verwendet:
| – | verzichtet |
| x | ungültig   |

## Qualifikation
22 Teilnehmerinnen traten in zwei Gruppen zur Qualifikationsrunde an. Die Qualifikationsweite für den direkten Finaleinzug betrug 61,00 m. Acht Athletinnen übertrafen diese Marke (hellblau unterlegt). Das Finalfeld wurde mit den vier nächstplatzierten Sportlerinnen auf zwölf Werferinnen aufgefüllt (hellgrün unterlegt). So mussten schließlich 58,42 m für die Finalteilnahme erbracht werden.

### Gruppe A

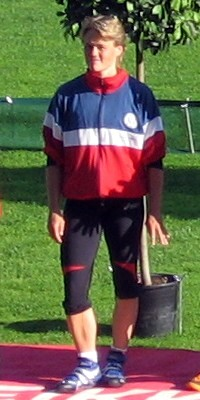
Mit ihren 58,26 m fehlten Paula Tarvainen nur sechzehn Zentimeter, um im Finale dabei zu sein

4. August 2001, 14:35 Uhr
| Platz | Name               | Nation              | Resultat (m) | 1. Versuch (m) | 2. Versuch (m) | 3. Versuch (m) |
| 1     | Nikola Tomečková   | Tschechien          | 65,71 NR     | x              | 65,71          | –              |
| 2     | Sonia Bisset       | Kuba                | 63,24        | 60,78          | 63,24          | –              |
| 3     | Mirela Tzelíli     | Griechenland        | 61,75        | 61,75          | –              | –              |
| 4     | Wei Jianhua        | Volksrepublik China | 61,56        | 61,56          | –              | –              |
| 5     | Mikaela Ingberg    | Finnland            | 60,89        | 59,59          | 60,89          | 57,83          |
| 6     | Paula Tarvainen    | Finnland            | 58,26        | 53,68          | 58,26          | x              |
| 7     | Nikolett Szabó     | Ungarn              | 57,60        | 57,21          | x              | 57,60          |
| 8     | Rita Ramanauskaitė | Litauen             | 57,43        | 52,72          | 57,43          | x              |
| 9     | Takako Miyake      | Japan               | 56,05        | 55,81          | 56,05          | 54,94          |
| 10    | Dominique Bilodeau | Kanada              | 45,24        | 45,24          | x              | 44,01          |
| DOP   | Ana Mirela Țermure | Rumänien            |              |                |                |                |

### Gruppe B

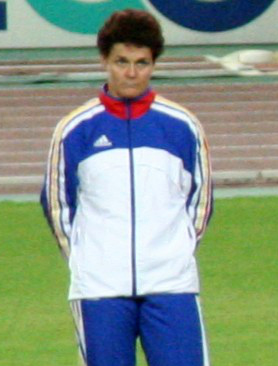
Felicia Moldovan, frühere Felicia Țilea, 1995 Vizeweltmeisterin und 1994 EM-Dritte, schied mit 56,61 m in der Qualifikation aus

4. August 2001, 16:25 Uhr
| Platz | Name                 | Nation       | Resultat (m) | 1. Versuch (m) | 2. Versuch (m) | 3. Versuch (m) |
| 1     | Osleidys Menéndez    | Kuba         | 64,39        | 64,39          | –              | –              |
| 2     | Aggelikí Tsiolakoúdi | Griechenland | 61,93        | 60,22          | 61,93          | –              |
| 3     | Steffi Nerius        | Deutschland  | 61,90        | 61,90          | –              | –              |
| 4     | Tatjana Schikolenko  | Russland     | 61,42        | 59,40          | 61,42          | –              |
| 5     | Xiomara Rivero       | Kuba         | 59,78        | 59,78          | 58,60          | 59,14          |
| 6     | Taina Kolkkala       | Finnland     | 59,62        | 54,83          | 59,62          | 59,06          |
| 7     | Claudia Coslovich    | Italien      | 58,42        | 58,42          | 53,76          | 58,34          |
| 8     | Felicia Moldovan     | Rumänien     | 56,61        | 56,61          | x              | x              |
| 9     | Lavern Eve           | Bahamas      | 56,10        | 55,26          | x              | 56,10          |
| 10    | Zuleima Araméndiz    | Kolumbien    | 52,23        | 52,23          | 50,70          | 50,98          |
| 11    | Lindy Leveaux        | Seychellen   | 49,40        | 49,01          | 49,40          | x              |

## Finale
6. August 2001, 17:05 Uhr
| Platz | Name                 | Nation              | Resultat (m) | 1. Versuch (m) | 2. Versuch (m) | 3. Versuch (m) | 4. Versuch (m)                              | 5. Versuch (m)                              | 6. Versuch (m)                              |
| 1     | Osleidys Menéndez    | Kuba                | 69,53 CR     | 66,56          | 69,42 CR       | 69,53 CR       | x                                           | 65,63                                       | 66,70                                       |
| 2     | Mirela Tzelíli       | Griechenland        | 65,78        | 64,69          | 63,80          | x              | x                                           | 65,78                                       | 62,68                                       |
| 3     | Sonia Bisset         | Kuba                | 64,69        | 63,14          | x              | 57,77          | 61,32                                       | 64,69                                       | x                                           |
| 4     | Nikola Tomečková     | Tschechien          | 63,11        | 63,11          | 62,91          | x              | x                                           | 62,74                                       | 59,83                                       |
| 5     | Steffi Nerius        | Deutschland         | 62,08        | 62,08          | x              | 58,52          | x                                           | x                                           | 56,01                                       |
| 6     | Mikaela Ingberg      | Finnland            | 61,94        | 61,94          | 60,40          | x              | 57,91                                       | 60,89                                       | 60,91                                       |
| 7     | Xiomara Rivero       | Kuba                | 61,60        | 58,56          | 61,60          | 59,00          | 61,27                                       | 61,43                                       | 61,40                                       |
| 8     | Aggelikí Tsiolakoúdi | Griechenland        | 61,01        | 61,01          | 57,88          | 58,61          | 60,74                                       | 58,17                                       | 58,96                                       |
| 9     | Tatjana Schikolenko  | Russland            | 60,91        | 59,26          | 60,91          | x              | nicht im Finale der besten acht Werferinnen | nicht im Finale der besten acht Werferinnen | nicht im Finale der besten acht Werferinnen |
| 10    | Wei Jianhua          | Volksrepublik China | 58,45        | 52,48          | 58,31          | 58,45          | nicht im Finale der besten acht Werferinnen | nicht im Finale der besten acht Werferinnen | nicht im Finale der besten acht Werferinnen |
| 11    | Claudia Coslovich    | Italien             | 57,27        | 54,46          | 57,27          | 56,08          | nicht im Finale der besten acht Werferinnen | nicht im Finale der besten acht Werferinnen | nicht im Finale der besten acht Werferinnen |
| 12    | Taina Kolkkala       | Finnland            | 57,21        | 53,71          | 57,21          | 53,19          | nicht im Finale der besten acht Werferinnen | nicht im Finale der besten acht Werferinnen | nicht im Finale der besten acht Werferinnen |

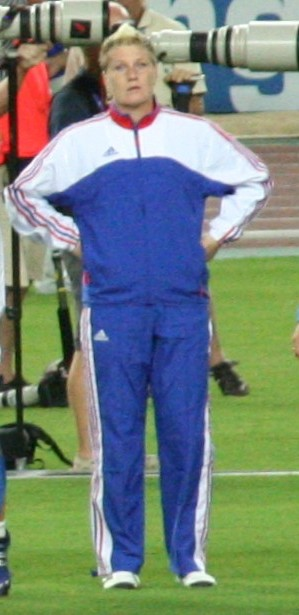
Die viertplatzierte Nikola Tomečková, spätere Nikola Brejchová – in der Qualifikation hatte sie mit 65,71 m Landesrekord geworfen, womit sie im Finale Bronze gewonnen hätte
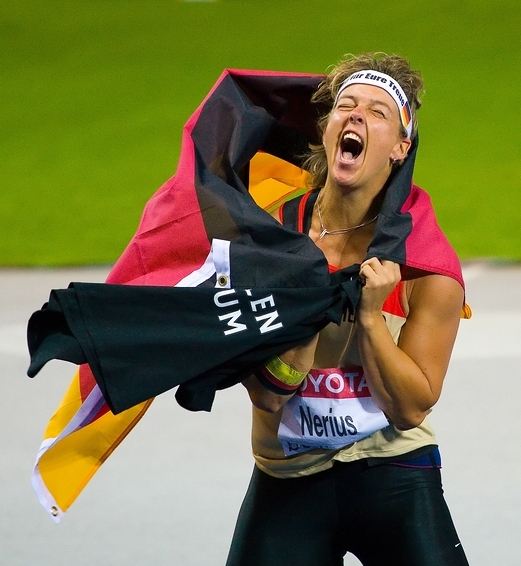
Steffi Nerius (hier als Weltmeisterin von 2009), schon 1993 zum ersten Mal bei Weltmeisterschaften dabei, erreichte nun langsam die Weltspitze und belegte Rang fünf
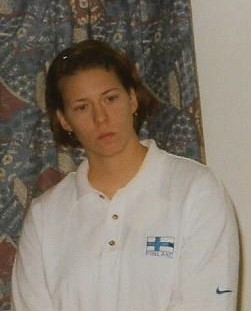
Mikaela Ingberg, zweifache WM-Bronzemedaillengewinnerin (1995/1997) und EM-Dritte von 1998, kam auf den sechsten Platz
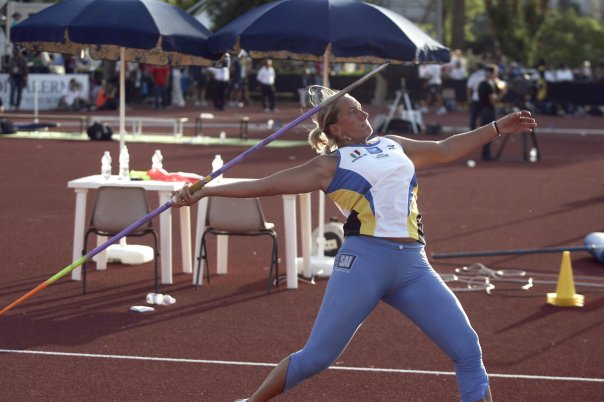
Rang elf für Claudia Coslovich